# Christian von Ilow
Christian von Ilow (I Schillers Wallenstein Illo), född omkring 1585 i Neumark, död 25 februari 1634 i Eger, friherre, österrikisk fältmarskalk.
Ilow blev 1621 överstelöjtnant och 1625 överste i kejsarens armé, och utmärkte sig genom sin militära skicklighet men även genom sin rovlystnad och sina intriger. Till en början tåldes han illa av Albrecht von Wallenstein, men vann under dennes andra generalat Wallensteins förtrogenhet. 1631 blev Ilow överstefältvaktmästare (generalmajor), 1632 fältmarskalklöjtnant och 1633 fältmarskalk.
Mot slutet var en av Wallensteins få förtrogna och upphovsmannen till överenskommelsen i Pilsen 12 januari 1634, varigenom samtliga regementsöverstar förband sig till trohet mot Wallenstein. Ilow, vilken anses ha haft stor andel i Wallensteins brytning med kejsaren, blev också en av de första, vilka i Eger 25 februari 1634 tillsammans med Wallenstein föll för mördarnas vapen.